# Live! (album de Bob Marley and the Wailers)
Pour les articles homonymes, voir Liste des albums intitulés Live et Live!.
Albums de Bob Marley and the Wailers
Natty Dread
(1974) Rastaman Vibration
(1976)
Live! (ou Live at the Lyceum), publié le 5 décembre 1975, est le premier album live de Bob Marley and the Wailers.
Le single No Woman, No Cry, tiré de cet album, fut un immense succès. C'est le premier titre de Bob Marley à être entré dans le Top 40 britannique.

## Concerts et enregistrement
Live! est enregistré au Lyceum Theatre de Londres, les 17 et 18 juillet 1975, lors de la tournée qui suit la sortie de l'album Natty Dread.
Chris Blackwell décida de faire enregistrer ces deux concerts en utilisant le studio Rolling Stones Mobile, et en plaçant des micros au-dessus du public pour rendre la communion des Wailers avec le public britannique, qui comptait de nombreux expatriés jamaïcains.

### Setlists des concerts
17 juillet 1975
1. Trenchtown Rock : 5:10
2. Burnin' & Lootin' : 5:08
3. Them Belly Full (But We Hungry) : 4.:5
4. Rebel Music (3 O'Clock Roadblock) : 5:31
5. Stir It Up : 5:14
6. No Woman, No Cry : 7:39
7. Natty Dread : 5:27
8. Kinky Reggae : 7:57
9. I Shot the Sheriff : 5:16
10. Get Up, Stand Up : 10:20

18 juillet 1975
1. Trenchtown Rock : 4.23
2. Slave Driver : 4.02
3. Burnin' & Lootin' : 4.56
4. Them Belly Full (But We Hungry) : 3.53
5. Rebel Music (3 O'Clock Roadblock) : 5.17
6. No Woman, No Cry : 7.06
7. Kinky Reggae : 6.42
8. Natty Dread : 4.33
9. Stir It Up : 4.46
10. Lively Up Yourself : 7.44
11. I Shot The Sheriff : 7.08
12. Get Up Stand Up : 10.17

### Musiciens
- Voix, guitare : Bob Marley
- Basse : Aston Barrett
- Batterie : Carlton Barrett
- Clavier : Tyrone Downie
- Guitare : Al Anderson
- Percussions : Alvin Patterson
- Chœurs : I-Threes (Rita Marley, Judy Mowatt)

Marcia Griffiths (I-Threes), enceinte, n'a pas participé à cette tournée.

### Anecdotes
- La première partie des deux concerts fut assurée par Third World.
- Au début du concert, alors que le groupe venait de monter sur scène, Tony Garnett lut un manifeste contre la pendaison d'un jeune noir dans une prison anglaise[4].
- Trois mois après l'enregistrement de Live!, Bob Marley retrouvera Peter Tosh et Bunny Wailer au National Stadium de Kingston pour un concert exceptionnel en première partie de Stevie Wonder. Ce sera la dernière prestation des trois Wailers réunis.

## Éditions
- Album original (LP / CD) - Island/Tuff Gong - 5 décembre 1975.
- Édition remastérisée (CD) - Island/Tuff Gong/Universal - 2001. Intègre en piste bonus Kinky Reggae à la fin du disque.
- Édition Deluxe (3 LP / 2 CD) - Island/Tuff Gong/Universal - 16 décembre 2016 pour le triple LP / 6 octobre 2017 pour le double CD. Publication des deux concerts dans leur intégralité.

### Titres de l'album original - 1975
1. Trenchtown Rock
2. Burnin' and Lootin'
3. Them Belly Full (But We Hungry)
4. Lively Up Yourself
5. No Woman, No Cry
6. I Shot The Sheriff
7. Get Up Stand Up

### Édition Deluxe - 2016 (LP)
Face A
1. Trenchtown Rock
2. Burnin' & Lootin'
3. Them Belly Full (But We Hungry)
4. Rebel Music (3 O'Clock Roadblock)

Face B
1. Stir It Up
2. No Woman, No Cry
3. Natty Dread
4. Kinky Reggae

Face C
1. I Shot The Sheriff
2. Get Up, Stand Up

Face D
1. Trenchtown Rock
2. Slave Driver
3. Burnin' & Lootin'
4. Them Belly Full (but We Hungry)
5. Rebel Music (3 O'Clock Roadblock)

Face E
1. No Woman, No Cry
2. Kinky Reggae
3. Natty Dread
4. Stir It Up

Face F
1. Lively Up Yourself
2. I Shot The Sheriff
3. Get Up, Stand Up

## Classements et certifications
| Classement (1975-76)              | Meilleure position |
| --------------------------------- | ------------------ |
| Royaume-Uni (UK Albums Chart)     | 38                 |
| États-Unis (Billboard 200)        | 90                 |
| États-Unis (Billboard R&B Albums) | 47                 |
| Pays-Bas (Mega Album Top 100)     | 14                 |
| Suède (Sverigetopplistan)         | 29                 |

| Pays              | Certification | Date         | Ventes  |
| ----------------- | ------------- | ------------ | ------- |
| Royaume-Uni (BPI) | Argent        | 1er mai 1976 | 60 000  |
| France (SNEP)     | 2 × Or        | 2000         | 200 000 |